# Qiu Fengjia

Qiu Fengjia um 1900

Qiu Fengjia, auch Chiu Feng-chia (chinesisch 丘逢甲 Qiū Féngjiǎ, Hakka: Hiû Fùng-kap, taiwanisch: Khu Hông-kah; * 26. Dezember 1864 in Tongluowan; † 25. Februar 1912 in Zhenping (Jiaoling)) war ein taiwanischer Lehrer, Beamter, Politiker und Revolutionär gegen Ende der chinesischen Qing-Dynastie.

## Frühe Laufbahn
Qiu Fengjia wurde am 26. Dezember 1864 im westtaiwanischen Tongluowan (heute Tongluo im Landkreis Miaoli) geboren. Seine Familie gehörte der Volksgruppe der Hakka an. Als Sohn eines Lehrers studierte Qiu von klein auf Klassisches Chinesisch und nahm schon als 14-jähriger erfolgreich an der untersten Stufe der Chinesischen Beamtenprüfungen (keju) auf lokaler Ebene teil. Im Jahr 1889 bestand er die Palastprüfung in Peking und erhielt den Titel eines jinshi (進士), der ihn für die Beamtenlaufbahn qualifizierte. Qiu kehrte jedoch nach Taiwan zurück und wurde von der einflussreichen Familie Lü in Shengang (Taichung) als Hauslehrer angestellt. Er führte auch Lehrveranstaltungen in Tainan und Chiayi durch.

## Vizepräsident der Republik Formosa
Nach dem Ausbruch des Ersten Chinesisch-Japanischen Krieges 1894 wurde Qiu Fengjia von den Behörden mit der Bildung einer Miliz beauftragt, um die kaiserlichen Truppen auf Taiwan zu verstärken. Als China die Insel im Vertrag von Shimonoseki 1895 an Japan abtreten musste, riefen Angehörige der taiwanischen Oberschicht die Republik Formosa aus, um die Inbesitznahme der Insel durch Japan zu verhindern oder hinauszuzögern und Taiwan mittelfristig wieder an China anschließen zu können. Zum Präsidenten wurde der bisherige Gouverneur Taiwans Tang Jingsong bestimmt, Qiu Fengjia fungierte als Vizepräsident. Nachdem die japanische Invasionsarmee in kurzer Zeit den Norden Taiwans unter ihre Kontrolle gebracht hatte, floh Tang nur zehn Tage nach der Ausrufung der Republik aufs chinesische Festland. Qiu flüchtete kurz darauf mit seiner Familie nach Guangdong.

## Tätigkeit als Lehrer, Beamter und Politiker
Qiu Fengjia ließ sich in Zhenping, dem heutigen Jiaoling (Meizhou) nieder und nahm Lehrtätigkeiten an verschiedenen Bildungseinrichtungen (書院 shuyuan) auf. In dieser Zeit verfasste er zahlreiche Gedichte, von denen viele die Sehnsucht nach Taiwan zum Thema haben.
Im Jahr 1904 wurde er als Beamter in das Bildungsamt der Provinz Guangdong berufen und hatte in der Folgezeit weitere öffentliche Ämter im Bildungsbereich inne. 1909 wurde er als Abgeordneter in die erste Provinzversammlung (諮議局) Guangdongs und zu ihrem Vizepräsidenten gewählt.
Qiu sympathisierte mit der 1905 gegründeten Tongmenghui-Bewegung, die den Sturz der Kaiserherrschaft und die Errichtung einer Republik anstrebte. Nach dem Beginn der Xinhai-Revolution mit dem Aufstand von Wuchang am 10. Oktober 1911 war Qiu an der Novemberrevolution in Guangdong beteiligt, in der sich die Provinz vom Kaiserreich lossagte, um sich kurz darauf der am 1. Januar 1912 ausgerufenen Republik China anzuschließen. Bei der Wahl Sun Yat-sens zum ersten, provisorischen Präsidenten fungierte Qiu Fengjia als Delegierter für Guangdong.
Am 25. Februar 1912 starb Qiu Fengjia nach kurzer Krankheit auf seinem Anwesen in Zhenping (dem heutigen Jiaoling).

## Andenken
In der Republik China (Taiwan) wurde Qiu Fengjia zu Zeiten der Kuomintang-Herrschaft (1945–2000) als Held des antijapanischen Widerstands verehrt. Ihm sind der Qiu-Fengjia-Gedächtnispark in Taichung sowie eine Gedenksäule im Maolishan-Park in Miaoli gewidmet. Zudem ist die 1961 gegründete private Feng-Chia-Universität in Taichung nach ihm benannt.
Heute gibt es Stimmen, die Qiu wegen seiner frühen Flucht im Jahr 1895 kritisieren und ihm vorwerfen, sich dabei an der Staatskasse der kurzlebigen Republik Formosa bereichert zu haben.
In der Volksrepublik China wird Qiu ebenfalls als antijapanischer Held und chinesischer Patriot interpretiert. Sein ehemaliges Anwesen in Jiaoling hat seit 2006 den Status eines nationalen Denkmals der Volksrepublik China.